# Danila Swjatoslawowitsch Jemeljanow
Danila Swjatoslawowitsch Jemeljanow (russisch Данила Святославович Емельянов; * 23. Januar 2000 in Ascha) ist ein russischer Fußballspieler.

## Karriere

### Verein
Jemeljanow begann seine Karriere beim FK Ufa. Zur Saison 2018/19 rückte er in den Kader der Reserve Ufas. In seiner ersten Saison kam er für diese zu 21 Einsätzen in der drittklassigen Perwenstwo FNL. Zur Saison 2019/20 rückte er dann in den Profikader. Anschließend gab er im Juli 2019 gegen Ural Jekaterinburg sein Debüt in der Premjer-Liga. In seiner ersten Profisaison spielte er zwölfmal in der höchsten Spielklasse.
Nach drei Einsätzen zu Beginn der Saison 2020/21 wurde Jemeljanow im Oktober 2020 an den Zweitligisten Wolgar Astrachan verliehen. Für Wolgar kam er während der Leihe zu 22 Einsätzen in der Perwenstwo FNL. Zur Saison 2021/22 wurde er innerhalb der zweiten Liga an den FK Neftechimik Nischnekamsk weiterverliehen. Bis zur Winterpause spielte er 24 Mal für Neftechimik.
Im Januar 2022 kehrte Jemeljanow vorzeitig wieder nach Ufa zurück, wo er bis Saisonende zu acht Einsätzen in der Premjer-Liga kam, aus der der Verein zu Saisonende aber abstieg.

### Nationalmannschaft
Jemeljanow spielte 2017 fünfmal für die russische U-17-Auswahl.